# Genech
Genech (ndl.: „Genst“) ist eine französische Gemeinde mit 2.811 Einwohnern (Stand 1. Januar 2022) im Département Nord in der Region Hauts-de-France. Sie gehört zum Arrondissement Lille und zum Kanton Templeuve-en-Pévèle.

## Geografie
Die Gemeinde Genech liegt 14 Kilometer südöstlich von Valenciennes und drei Kilometer südwestlich der Grenze zu Belgien. Nachbargemeinden von Genech sind Cysoing im Norden, Cobrieux im Nordosten, Mouchin im Osten, Nomain im Süden und Templeuve-en-Pévèle im Westen.

## Bevölkerungsentwicklung
| Jahr      | 1962 | 1968 | 1975 | 1982 | 1990 | 1999 | 2011 | 2020 |
| Einwohner | 1008 | 1089 | 1187 | 1372 | 1642 | 2049 | 2611 | 2839 |

## Sehenswürdigkeiten
- Burg (13. Jahrhundert)
- Schloss (1906)
- Kirche (1164, Neubau 16. Jahrhundert)

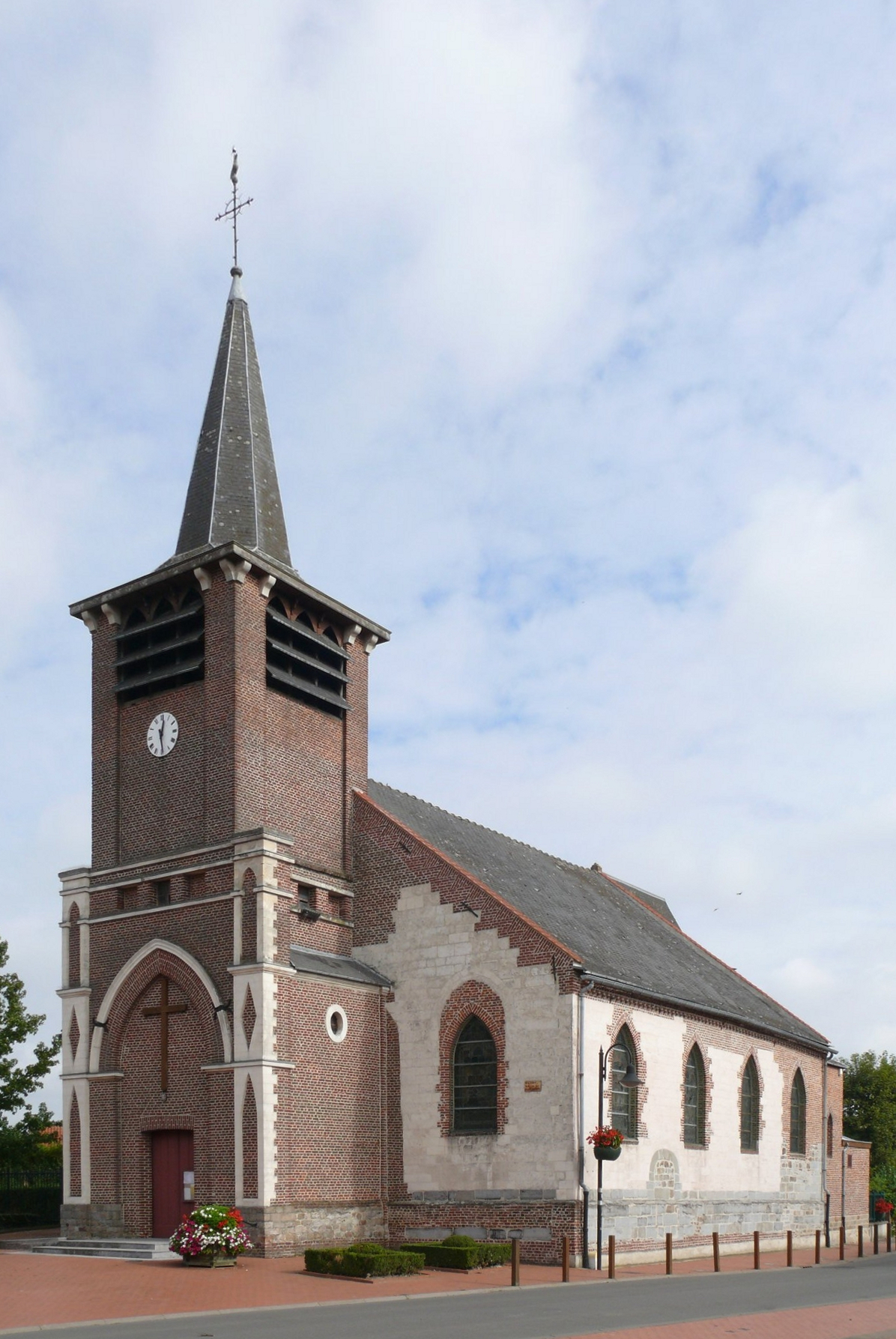
Kirche Mariä Heimsuchung
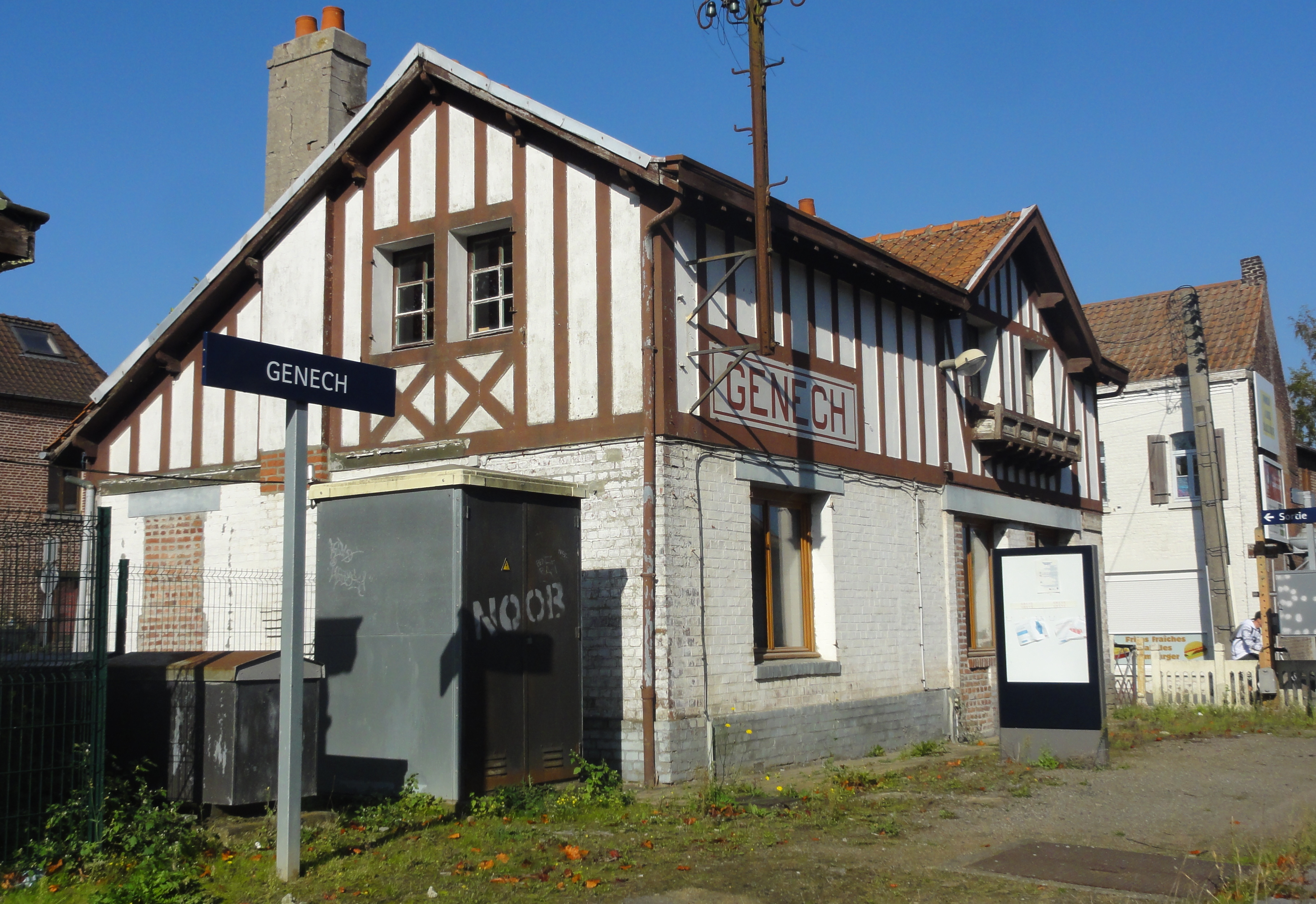
Bahnhof
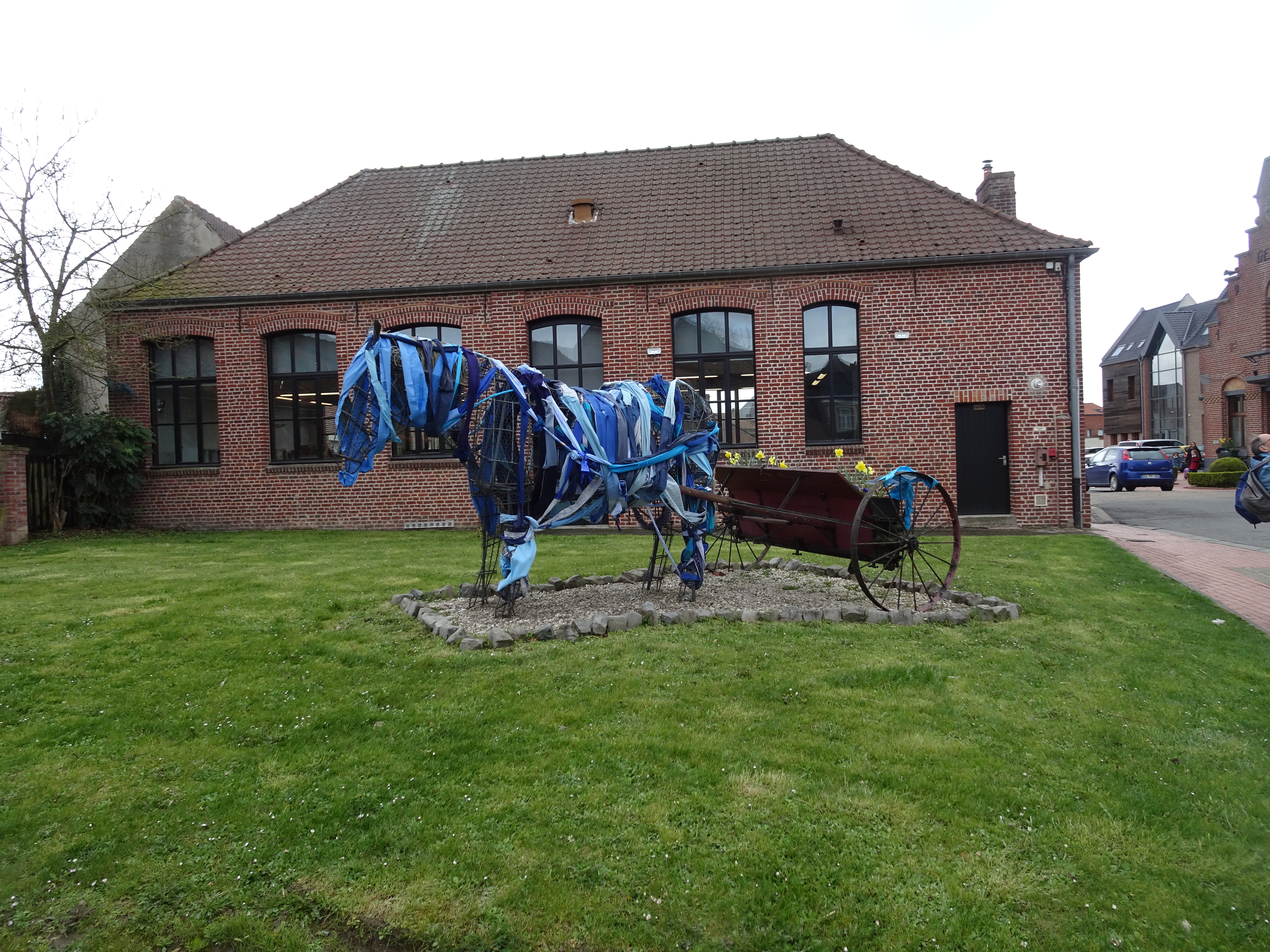
Mediathek
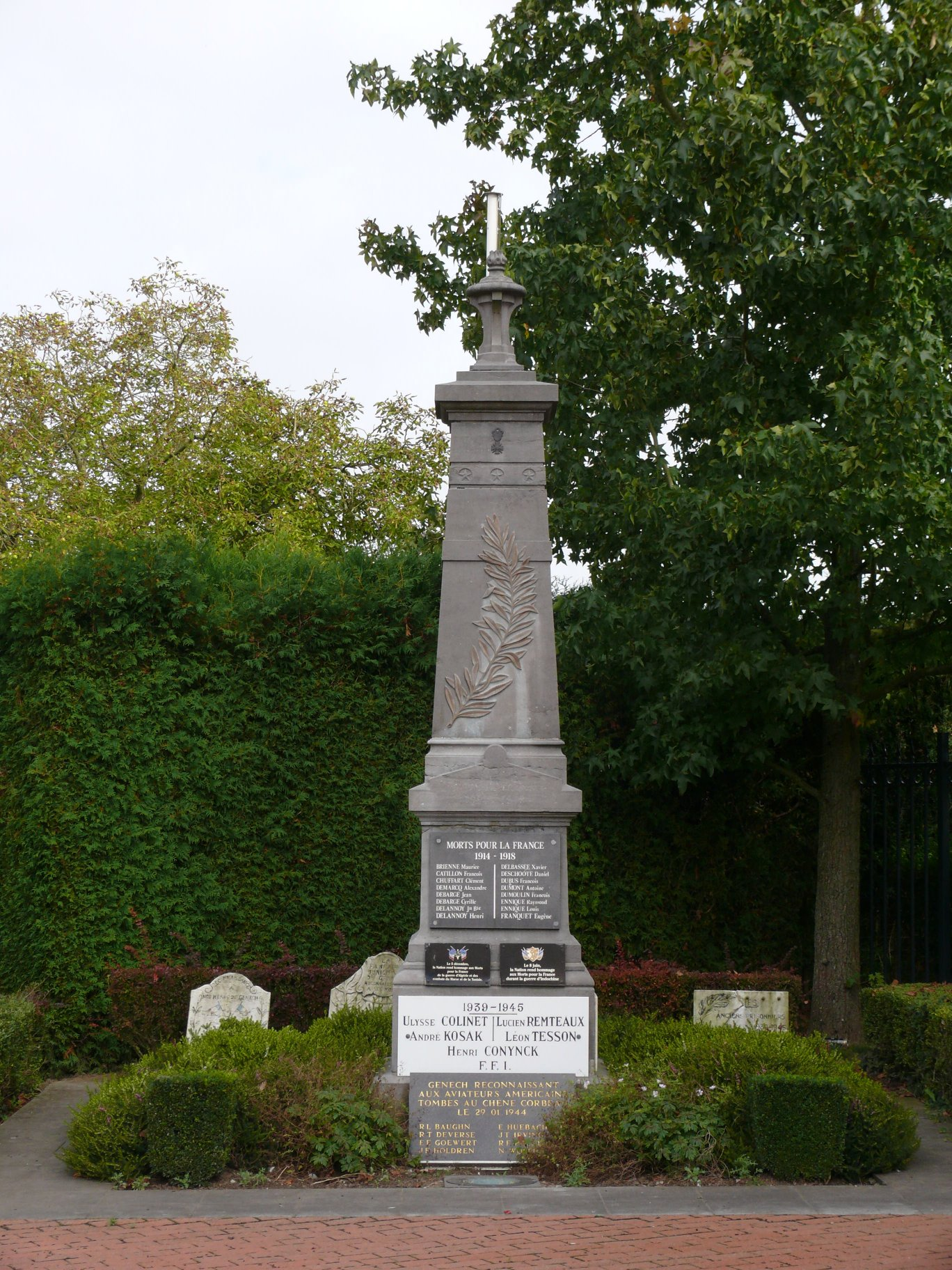
Gefallenendenkmal